# Kubok Rossii 2024-2025
La Coppa di Russia 2024-2025 (in russo Кубок России?, Kubok Rossii), conosciuta anche come Fonbet Russian Cup (in russo Фонбет Кубок России?, Fonbet Kubok Rossii) per motivi di sponsorizzazione, è la 33ª edizione della coppa nazionale del calcio russo, iniziata il 30 luglio 2024 e terminata il 1º giugno 2025 con la finale. Normalmente la squadra vincitrice avrebbe dovuto ottenere la qualificazione automatica per la UEFA Europa League 2025-2026, ma i club russi sono stati sospesi a tempo indefinito da ogni competizione UEFA e FIFA a causa del Conflitto russo-ucraino.
La competizione è stata vinta dal CSKA Mosca, alla sua nona coppa nazionale.

## Formula
Al torneo partecipano 107 squadre provenienti dai primi quattro livelli del campionato russo di calcio:
- 16 squadre appartenenti alla Prem'er-Liga;
- 18 squadre appartenenti alla PFN Ligi;
- 18 squadre appartenenti alla PPF Ligi;
- 42 squadre appartenenti alla quarta divisione;
- 13 squadre appartenenti ai campionati amatoriali come segue:
  - 8 squadre dalla quinta divisione;
  - 2 squadre dalla sesta divisione;
  - 3 squadre dalla settima divisione

Non partecipano al torneo le squadre riserve.
Le squadre di Prem'er-Liga seguono un tabellone diverso rispetto alle altre partecipanti: mentre le serie inferiori giocano turni ad eliminazione diretta, per le squadre della massima serie è prevista una fase a gironi di andata e ritorno, con 4 gruppi da 4 squadre ciascuno.

## Calendario
La competizione seguirà il calendario come segue:
| Fase                                  | Turno            | Turno         | Date                      |
| ------------------------------------- | ---------------- | ------------- | ------------------------- |
| Turni preliminari(percorso regionale) | Primo Turno      | Primo Turno   | 30 luglio - 1 agosto 2024 |
| Turni preliminari(percorso regionale) | Secondo turno    | Secondo turno | 20-22 agosto 2024         |
| Turni preliminari(percorso regionale) | Terzo turno      | Terzo turno   | 3-5 settembre 2024        |
| Turni preliminari(percorso regionale) | Quarto turno     | Quarto turno  | 24-26 settembre 2024      |
| Turni preliminari(percorso regionale) | Quinto turno     | Quinto turno  | 15-17 ottobre 2024        |
| Turni preliminari(percorso regionale) | Sesto turno      | Sesto turno   | 29-31 ottobre 2024        |
| Fase a gironi(percorso Prem'er-Liga)  | 1ª giornata      | 1ª giornata   | 30 luglio - 1 agosto 2024 |
| Fase a gironi(percorso Prem'er-Liga)  | 2ª giornata      | 2ª giornata   | 13-15 agosto 2024         |
| Fase a gironi(percorso Prem'er-Liga)  | 3ª giornata      | 3ª giornata   | 27-28 agosto 2024         |
| Fase a gironi(percorso Prem'er-Liga)  | 4ª giornata      | 4ª giornata   | 17-19 settembre 2024      |
| Fase a gironi(percorso Prem'er-Liga)  | 5ª giornata      | 5ª giornata   | 1-3 ottobre 2024          |
| Fase a gironi(percorso Prem'er-Liga)  | 6ª giornata      | 6ª giornata   | 22-24 ottobre 2024        |
| Eliminazione diretta                  | Quarti di finale | Prem'er-Liga  | 26-28 novembre 2024       |
| Eliminazione diretta                  | Quarti di finale | Regionale     | 11-13 marzo 2025          |
| Eliminazione diretta                  | Semifinale       | Prem'er-Liga  | 16-17 aprile 2025         |
| Eliminazione diretta                  | Semifinale       | Regionale     | 30 aprile - 2 maggio 2025 |
| Eliminazione diretta                  | Finali           | Prem'er-Liga  | 13-15 maggio 2025         |
| Eliminazione diretta                  | Finali           | Regionale     | 13-15 maggio 2025         |
| Eliminazione diretta                  | Finale           | Finale        | 1 giugno 2025             |

## Percorso regionale

### Primo turno
Il sorteggio per i primi due turni si è tenuto il 15 luglio 2024.
A questa fase partecipano:
- Le 13 squadre appartenenti ai campionati amatoriali
- 21 squadre provenienti dalla quarta divisione

| Squadra 1                   | Risultato       | Squadra 2              |
| --------------------------- | --------------- | ---------------------- |
| 30 luglio 2024              |                 |                        |
| 2Drots Mosca                | 1 – 0           | Strogino Mosca         |
| Orgenergostroy Dimitrovgrad | 3 – 3 (3-4 dtr) | Lada-Togliatti         |
| Ilpar Ilyinsky              | 0 – 2           | Uralec-TS Nižnij Tagil |
| Kuban' Cholding             | 2 – 1           | Družba Majkop          |
| Cherepovets-SSHOR Vityaz    | 0 – 1           | Dinamo Vologda         |
| 31 luglio 2024              |                 |                        |
| Anri Vladivostok            | 1 – 5           | Dinamo Vladivostok     |
| Temp Barnaul                | 2 – 1           | Dinamo Barnaul         |
| Pobeda Khasavyurt           | 1 – 0           | Angušt Nazran'         |
| Leningradec                 | 1 – 3           | Dinamo San Pietroburgo |
| Kristall San Pietroburgo    | 4 – 1           | Zvezda San Pietroburgo |
| Broke Boys                  | 1 – 1 (4-2 dtr) | Kvant Obninsk          |
| Nart Čerkessk               | 1 – 2           | Biolog-Novokubansk     |
| Pskov-747                   | 1 – 1 (3-4 dtr) | Luki-Energia           |
| 1 agosto 2024               |                 |                        |
| Sokol Kazan                 | 1 – 1 (4-3 dtr) | Volna Nizhny Novgorod  |
| ZOV Mosca                   | 2 – 3           | Torpedo Vladimir       |
| Amkal Mosca                 | 8 – 1           | Kolomna                |
| Kirovets-Voskhozhdeniye     | 0 – 2           | Tver'                  |

### Secondo turno
Al secondo turno partecipano:
- Le 17 vincenti del primo turno
- 21 squadre provenienti dalla quarta divisione
- 18 squadre provenienti dalla PPF Ligi

Il sorteggio si è tenuto il 9 agosto 2024.
| Squadra 1              | Risultato       | Squadra 2                |
| ---------------------- | --------------- | ------------------------ |
| 20 agosto 2024         |                 |                          |
| Uralec-TS Nižnij Tagil | 1 – 1 (4-5 dtr) | Amkar Perm'              |
| Biolog-Novokubansk     | 0 – 2           | Mašuk-KMV Pjatigorsk     |
| Spartak Nal'čik        | 0 – 1           | Dinamo Stavropol'        |
| Stroitel Kamensk       | 2 – 5           | Forte Taganrog           |
| Veles Mosca            | 0 – 2           | Amkal Mosca              |
| 21 agosto 2024         |                 |                          |
| Irtyš Omsk             | 1 – 1 (6-7 dtr) | Čeljabinsk               |
| Saljut Belgorod        | 4 – 2           | Spartak Tambov           |
| Sibir'                 | 4 – 3           | Temp Barnaul             |
| Lada-Togliatti         | 0 – 2           | Volga Ul'janovsk         |
| Torpedo Miass          | 1 – 0           | Nosta Novotroick         |
| Astrachan'             | 2 – 1           | Legion Dinamo            |
| Dinamo Kirov           | 3 – 2           | Sokol Kazan              |
| Dinamo Vladivostok     | 1 – 0           | Irkutsk                  |
| Dinamo San Pietroburgo | 1 – 2           | Kompozit Pavlovsky Posad |
| Kuban'                 | 0 – 5           | Kuban' Cholding          |
| Leningradec            | 4 – 0           | Kristall San Pietroburgo |
| Tver'                  | 1 – 1 (2-4 dtr) | Znamja Truda             |
| Čertanovo              | 3 – 1           | Saturn                   |
| Rjazan'                | 4 – 0           | Dinamo Brjansk           |
| Metallurg Lipeck       | 1 – 2           | Zenit Penza              |
| Sachalin               | 0 – 2           | Kosmos-Kirovec           |
| Torpedo Vladimir       | 2 – 2 (4-5 dtr) | Murom                    |
| Volgar' Astrachan'     | 3 – 1           | Pobeda Khasavyurt        |
| Avangard Kursk         | 0 – 2           | Oryol                    |
| Luki-Energia           | 2 – 1           | Kaluga                   |
| Spartak Kostroma       | 1 – 0           | 2Drots Mosca             |
| 22 agosto 2024         |                 |                          |
| Dinamo Vologda         | 1 – 3           | Tekstilščik Ivanovo      |
| Chimik Dzeržinsk       | 1 – 0           | Broke Boys               |

### Terzo turno
Al terzo turno partecipano le 28 vincitrici del secondo turno. Il sorteggio per determinare le squadre che giocano in casa è stato effettuato il 23 agosto 2024.
| Squadra 1                | Risultato       | Squadra 2          |
| ------------------------ | --------------- | ------------------ |
| 3 settembre 2024         |                 |                    |
| Amkar Perm'              | 1 – 0           | Torpedo Miass      |
| Forte Taganrog           | 0 – 1           | Kuban' Cholding    |
| Tekstilščik Ivanovo      | 1 – 1 (3-4 dtr) | Spartak Kostroma   |
| 4 settembre 2024         |                 |                    |
| Dinamo Vladivostok       | 2 – 0           | Sibir'             |
| Kosmos-Kirovec           | 1 – 2           | Amkal Mosca        |
| Čeljabinsk               | 1 – 0           | Čertanovo          |
| Volga Ul'janovsk         | 7 – 0           | Dinamo Kirov       |
| Astrachan'               | 1 – 2           | Volgar' Astrachan' |
| Mašuk-KMV Pjatigorsk     | 1 – 0           | Dinamo Stavropol'  |
| Murom                    | 2 – 2 (4-5 dtr) | Chimik Dzeržinsk   |
| Znamja Truda             | 2 – 0           | Leningradec        |
| Oryol                    | 4 – 2           | Saljut Belgorod    |
| 5 settembre 2024         |                 |                    |
| Kompozit Pavlovsky Posad | 3 – 0           | Zenit Penza        |
| Luki-Energia             | 3 – 0           | Rjazan'            |

### Quarto turno
Al quarto turno partecipano le 14 vincenti del terzo turno e le 18 squadre della Pervaja Liga 2024-2025. Il sorteggio si è tenuto l'8 settembre 2024.
| Squadra 1                | Risultato       | Squadra 2               |
| ------------------------ | --------------- | ----------------------- |
| 24 settembre 2024        |                 |                         |
| Kuban' Cholding          | 0 – 5           | Soči                    |
| Amkar Perm'              | 3 – 3 (4-3 dtr) | Černomorec Novorossijsk |
| Čeljabinsk               | 0 – 2           | Tjumen'                 |
| Volga Ul'janovsk         | 1 – 1 (4-3 dtr) | Rotor                   |
| Dinamo Vladivostok       | 0 – 0 (2-3 dtr) | Šinnik                  |
| Mašuk-KMV Pjatigorsk     | 0 – 3           | Rodina Mosca            |
| Ural                     | 1 – 0           | SKA-Chabarovsk          |
| Volgar' Astrachan'       | 1 – 1 (4-5 dtr) | Ufa                     |
| Oryol                    | 2 – 3           | Sokol Saratov           |
| Luki-Energia             | 1 – 1 (1-3 dtr) | Baltika                 |
| Kompozit Pavlovsky Posad | 0 – 0 (4-2 dtr) | Neftechimik             |
| Chimik Dzeržinsk         | 0 – 3           | Čajka Pesčanopskoe      |
| KAMAZ                    | 1 – 2           | Torpedo Mosca           |
| Spartak Kostroma         | 1 – 0           | Enisej                  |
| Znamja Truda             | 1 – 1 (4-3 dtr) | Arsenal Tula            |
| Amkal Mosca              | 0 – 1           | Alanija Vladikavkaz     |

### Quinto turno
Il sorteggio per il quinto turno si è tenuto il 27 settembre 2024.
| Squadra 1          | Risultato       | Squadra 2                |
| ------------------ | --------------- | ------------------------ |
| 15 ottobre 2024    |                 |                          |
| Amkar Perm'        | 1 – 0           | Kompozit Pavlovsky Posad |
| Ufa                | 0 – 1           | Šinnik                   |
| Sokol Saratov      | 1 – 3           | Ural                     |
| 16 ottobre 2024    |                 |                          |
| Tjumen'            | 0 – 0 (4-3 dtr) | Alanija Vladikavkaz      |
| Rodina Mosca       | 1 – 2           | Spartak Kostroma         |
| Torpedo Mosca      | 0 – 4           | Baltika                  |
| Soči               | 2 – 0           | Volga Ul'janovsk         |
| 17 ottobre 2024    |                 |                          |
| Čajka Pesčanopskoe | 2 – 0           | Znamja Truda             |

### Sesto turno
Il sorteggio per il sesto turno si è tenuto il 18 ottobre 2024.
| Squadra 1       | Risultato       | Squadra 2          |
| --------------- | --------------- | ------------------ |
| 29 ottobre 2024 |                 |                    |
| Tjumen'         | 3 – 0           | Amkar Perm'        |
| Baltika         | 0 – 1           | Ural               |
| 30 ottobre 2024 |                 |                    |
| Šinnik          | 0 – 0 (4-2 dtr) | Čajka Pesčanopskoe |
| Soči            | 2 – 2 (4-2 dtr) | Spartak Kostroma   |

## Percorso Prem'er-Liga

### Fase a gironi

#### Sorteggio
Il sorteggio della fase a gironi si è tenuto il 24 giugno 2023.
Le 16 squadre di Prem'er-Liga entrano nella competizione dalla fase a gironi, divise in 4 gruppi da 4 squadre che giocano andata e ritorno.
Le fasce sono organizzate in base al piazzamento nella scorsa stagione in Prem'er-Liga 2023-2024 e in PFN Ligi 2023-2024. I criteri geografici prevedono che ogni girone non possa avere più di due squadre di Mosca e che Krasnodar, Rostov e Fakel Voronež non possano essere nello stesso girone a causa di restrizioni logistiche nelle città.
| Fascia 1              | Fascia 2      | Fascia 3               | Fascia 4             |
| --------------------- | ------------- | ---------------------- | -------------------- |
| Zenit San Pietroburgo | Spartak Mosca | Kryl'ja Sovetov Samara | Pari Nižnij Novgorod |
| Krasnodar             | CSKA Mosca    | Achmat Groznyj         | Akron Togliatti      |
| Dinamo Mosca          | Rostov        | Fakel Voronež          | Chimki               |
| Lokomotiv Mosca       | Rubin         | Orenburg               | Dinamo Machačkala    |

#### Girone A
| Squadra                | Pt | G | V | VR | SR | S | RF | RS | DR  |
| ---------------------- | -- | - | - | -- | -- | - | -- | -- | --- |
| Spartak Mosca          | 15 | 6 | 5 | 0  | 0  | 1 | 14 | 4  | +10 |
| Dinamo Mosca           | 11 | 6 | 3 | 1  | 0  | 2 | 17 | 13 | +4  |
| Dinamo Machačkala      | 8  | 6 | 2 | 0  | 2  | 2 | 8  | 8  | 0   |
| Kryl'ja Sovetov Samara | 2  | 6 | 0 | 1  | 0  | 5 | 8  | 22 | -14 |

|                        | DMa   | DMo   | Kry   | Spa   |
| Dinamo Machačkala      |       | 2 - 2 | 1 - 0 | 0 - 1 |
| Dinamo Mosca           | 2 - 1 |       | 5 - 1 | 2 - 3 |
| Kryl'ja Sovetov Samara | 3 - 3 | 3 - 6 |       | 0 - 3 |
| Spartak Mosca          | 0 - 1 | 3 - 0 | 4 - 1 |       |

#### Girone B
| Squadra         | Pt | G | V | VR | SR | S | RF | RS | DR  |
| --------------- | -- | - | - | -- | -- | - | -- | -- | --- |
| Lokomotiv Mosca | 17 | 6 | 5 | 1  | 0  | 0 | 17 | 6  | +11 |
| Rostov          | 11 | 6 | 3 | 0  | 2  | 1 | 11 | 7  | +4  |
| Chimki          | 5  | 6 | 1 | 1  | 0  | 4 | 5  | 16 | -11 |
| Orenburg        | 3  | 6 | 1 | 0  | 0  | 5 | 6  | 10 | -4  |

|                 | Chi   | Lok   | Ore   | Ros   |
| Chimki          |       | 1 - 5 | 1 - 0 | 2 - 2 |
| Lokomotiv Mosca | 4 - 0 |       | 2 - 1 | 1 - 0 |
| Orenburg        | 2 - 0 | 2 - 3 |       | 0 - 1 |
| Rostov          | 3 - 1 | 2 - 2 | 3 - 1 |       |

#### Girone C
| Squadra              | Pt | G | V | VR | SR | S | RF | RS | DR |
| -------------------- | -- | - | - | -- | -- | - | -- | -- | -- |
| CSKA Mosca           | 14 | 6 | 4 | 1  | 0  | 1 | 8  | 2  | +6 |
| Achmat Groznyj       | 9  | 6 | 3 | 0  | 0  | 3 | 9  | 6  | +3 |
| Krasnodar            | 9  | 6 | 3 | 0  | 0  | 3 | 4  | 7  | -3 |
| Pari Nižnij Novgorod | 4  | 6 | 1 | 0  | 1  | 4 | 5  | 11 | -6 |

|                      | Ach   | CSK   | Kra   | Par   |
| Achmat Groznyj       |       | 0 - 2 | 3 - 0 | 4 -1  |
| CSKA Mosca           | 1 - 0 |       | 2 - 0 | 1 - 1 |
| Krasnodar            | 1 - 0 | 1 - 0 |       | 1 - 2 |
| Pari Niznij Novgorod | 1 - 2 | 0 - 2 | 0 - 1 |       |

#### Girone D
| Squadra               | Pt | G | V | VR | SR | S | RF | RS | DR  |
| --------------------- | -- | - | - | -- | -- | - | -- | -- | --- |
| Zenit San Pietroburgo | 16 | 6 | 5 | 0  | 1  | 0 | 13 | 2  | +11 |
| Rubin                 | 9  | 6 | 3 | 0  | 0  | 3 | 7  | 4  | +3  |
| Akron Togliatti       | 8  | 6 | 2 | 1  | 0  | 3 | 6  | 12 | -6  |
| Fakel Voronež         | 3  | 6 | 1 | 0  | 0  | 5 | 2  | 10 | -8  |

|                       | Akr   | Fak   | Rub   | Zen   |
| Akron Togliatti       |       | 2 - 0 | 0 - 1 | 1 - 1 |
| Fakel Voronež         | 1 - 2 |       | 0 - 2 | 0 - 1 |
| Rubin                 | 4 - 0 | 0 - 1 |       | 0 - 1 |
| Zenit San Pietroburgo | 5 - 1 | 3 - 0 | 2 - 0 |       |

## Eliminazione diretta
Nel turno ad eliminazione diretta, le squadre sono divise in due percorsi: RPL e regionale.
Le squadre nel percorso RPL giocano turni ad eliminazione diretta con gare di andata e ritorno. Le squadre eliminate nel percorso RPL (eccezion fatta per la finale RPL) passano al percorso regionale.
Le squadre del percorso regionale giocano turni ad eliminazione diretta, con gare di sola andata. Per ogni turno (eccezion fatta per la finale regionale) sono presenti due fasi:
- Nei quarti di finale, la prima fase accoppia le squadre qualificate dal percorso regionale con le terze classificate nei rispettivi girone. Le vincenti della prima fase giocano la seconda fase con le squadre sconfitte nei quarti di finale del percorso RPL.
- Nelle semifinali, la prima fase accoppia le vincenti del turno precedente del percorso regionale. Le vincenti della prima fase giocano la seconda fase con le squadre sconfitte nelle semifinali del percorso RPL.

La squadra sconfitta nella finale del percorso RPL è eliminata dalla competizione e non passa al percorso regionale, per il quale la finale consiste in una sola fase.
Le vincenti dei due percorsi giocano la finale.

### Quarti di finale
| RPL - Fascia 1        | RPL - Fascia 2 | Regionale - Fascia 1 | Regionale - Fascia 2 |
| --------------------- | -------------- | -------------------- | -------------------- |
| CSKA Mosca            | Rostov         | Šinnik               | Akron Togliatti      |
| Lokomotiv Mosca       | Rubin          | Soči                 | Chimki               |
| Spartak Mosca         | Dinamo Mosca   | Tjumen'              | Dinamo Machačkala    |
| Zenit San Pietroburgo | Achmat Groznyj | Ural                 | Krasnodar            |

#### Percorso RPL
| Squadra 1             | Totale          | Squadra 2       | Andata | Ritorno |
| --------------------- | --------------- | --------------- | ------ | ------- |
| Spartak Mosca         | 1 – 3           | Rostov          | 0 – 1  | 1 – 2   |
| Dinamo Mosca          | 2 – 2 (4-3 dtr) | Lokomotiv Mosca | 1 – 2  | 1 – 0   |
| Zenit San Pietroburgo | 5 – 1           | Achmat Groznyj  | 3 – 0  | 2 – 1   |
| Rubin                 | 0 – 3           | CSKA Mosca      | 0 – 0  | 0 – 3   |

#### Percorso regionale

##### Prima fase
| Squadra 1 | Risultato       | Squadra 2         |
| --------- | --------------- | ----------------- |
| Tjumen'   | 3 – 3 (2-4 dtr) | Krasnodar         |
| Šinnik    | 0 – 1           | Akron Togliatti   |
| Soči      | 1 – 1 (3-4 dtr) | Dinamo Machačkala |
| Ural      | 1 – 1 (4-3 dtr) | Chimki            |

##### Seconda fase
| Squadra 1         | Risultato | Squadra 2       |
| ----------------- | --------- | --------------- |
| Krasnodar         | 1 – 2     | Achmat Groznyj  |
| Akron Togliatti   | 2 – 3     | Spartak Mosca   |
| Dinamo Machačkala | 1 – 2     | Lokomotiv Mosca |
| Ural              | 1 – 0     | Rubin           |

### Semifinali

#### Percorso RPL
| Squadra 1  | Totale | Squadra 2             | Andata | Ritorno |
| ---------- | ------ | --------------------- | ------ | ------- |
| Rostov     | 0 – 3  | Zenit San Pietroburgo | 0 – 1  | 0 – 2   |
| CSKA Mosca | 2 – 1  | Dinamo Mosca          | 2 – 1  | 0 – 0   |

#### Percorso Regionale

##### Prima fase
| Squadra 1       | Risultato | Squadra 2      |
| --------------- | --------- | -------------- |
| Lokomotiv Mosca | 2 – 1     | Achmat Groznyj |
| Spartak Mosca   | 3 – 0     | Ural           |

##### Seconda fase
| Squadra 1       | Risultato | Squadra 2    |
| --------------- | --------- | ------------ |
| Spartak Mosca   | 2 – 1     | Dinamo Mosca |
| Lokomotiv Mosca | 0 – 2     | Rostov       |

### Finali

#### Percorso RPL
| Squadra 1             | Totale          | Squadra 2  | Andata | Ritorno |
| --------------------- | --------------- | ---------- | ------ | ------- |
| Zenit San Pietroburgo | 2 – 2 (3-4 dtr) | CSKA Mosca | 2 – 0  | 0 – 2   |

#### Percorso regionale
| Squadra 1     | Risultato | Squadra 2 |
| ------------- | --------- | --------- |
| Spartak Mosca | 1 – 2     | Rostov    |

## Super Finale
| Arbitro: | Kirill Levnikov |

|                                             |                      |                                      |
| Bayramyan Komličenko Sutormin Sako Osipenko | Tiri di rigore 3 – 4 | Pjanić Diveev Oblyakov Kisljak Gajić |